# Восточный (Красноармейский район)
Восто́чный — хутор в Красноармейском районе Краснодарского края.
Входит в состав Старонижестеблиевского сельского поселения.

## Население
| 2002 | 2010 |
| ---- | ---- |
| 230  | ↘175 |

## Улицы
- ул. Калинина,
- ул. Осипенко,
- ул. Победы.